# Grammy Award al miglior album folk
Il Grammy Award al miglior album folk (Grammy Award for Best Folk Album) è un premio Grammy assegnato dal 2012.
Il premio viene assegnato ad album popolari autentici sia vocali che strumentali, e ad album contemporanei di artisti che utilizzano elementi tradizionali, suoni e tecniche strumentali folk come base per le loro registrazioni. La musica folk è principalmente, ma non esclusivamente acustica, spesso utilizzando arrangiamenti moderni con la produzione e sensibilità nettamente diversi da un approccio pop.
La categoria è nata dalla fusione delle categorie miglior album folk tradizionale e miglior album folk contemporaneo.

## Vincitori e candidati

### Anni 2010
- 2012[1]
  - Barton Hollow - The Civil Wars

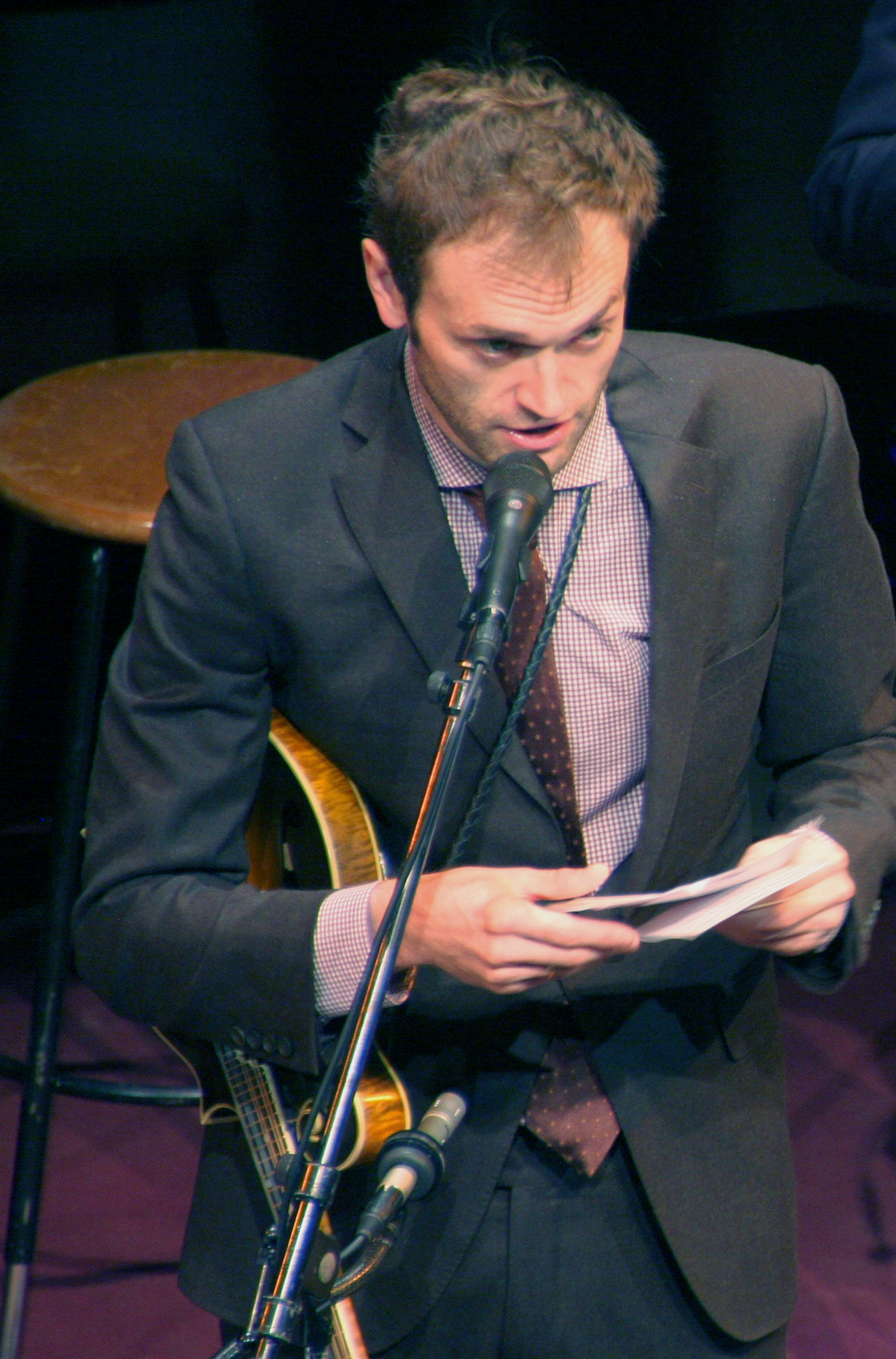
Chris Thile ha vinto questo premio nel 2013 e nel 2019 (come membro dei Punch Brothers)

  - I'll Never Get Out Of This World Alive - Steve Earle
  - Helplessness Blues - Fleet Foxes
  - Ukelele Songs - Eddie Vedder
  - The Harrow & The Harvest - Gillian Welch
- 2013[2]
  - The Goat Rodeo Sessions - Yo-Yo Ma, Stuart Duncan, Edgar Meyer e Chris Thile
  - Leaving Eden - Carolina Chocolate Drops
  - Election Special - Ry Cooder
  - Hambone's Meditations - Luther Dickinson
  - This One's To Him: A Tribute to Guy Clark - Shawn Camp e Tamara Saviano
- 2014[3]
  - My Favourite Picture of You - Guy Clark
  - Sweetheart of the Sun - The Greencards
  - Build Me Up From Bones - Sarah Jarosz
  - The Ash & Clay - The Milk Carton Kids
  - They All Played For Us: Arhoolie Records 50th Anniversary Celebration - AA.VV.
- 2015[4]
  - Remedy - Old Crow Medicine Show
  - Three Bells - Mike Auldridge, Jerry Douglas e Rob Ickes
  - Follow the Music - Alice Gerrard
  - The Nocturen Diaries - Eliza Gilkyson
  - A Reasonable Amount of Trouble - Jesse Winchester
- 2016[5]
  - Béla Fleck & Abigail Washburn - Béla Fleck & Abigail Washburn
  - Wood, Wire & Words - Norman Blake
  - Tomorrow Is My Turn - Rhiannon Giddens
  - Servant of Love - Patty Griffin
  - Didn't He Ramble - Glen Hansard
- 2017[6]
  - Undercurrent - Sarah Jarosz
  - Silver Skies Blue - Judy Collins ed Ari Hest
  - Upland Stories - Robbie Fulks
  - Factory Girl - Rhiannon Giddens
  - Weighted Mind - Sierra Hull
- 2018[7]
  - Mental Illness - Aimee Mann
  - Semper Femina - Laura Marling
  - The Queen of Hearts - Offa Rex
  - You Don't Own Me Anymore - The Secret Sisters
  - The Laughing Apple - Yusaf / Cat Stevens
- 2019[8]
  - All Ashore - Punch Brothers
  - Whistle Down The Wind - Joan Baez
  - Black Cowboys - Dom Flemons
  - Rifles & Rosary Beads - Mary Gauthier
  - Weed Garden - Iron & Wine

### Anni 2020
- 2020[9]
  - Patty Griffin - Patty Griffin

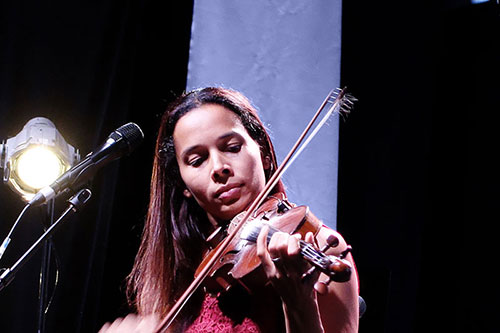
Rhiannon Giddens, vincitrice nel 2022, ha ricevuto 4 candidature in questa categoria (una come membro della band The Carolina Chocolate Drops).

  - Evening Machines - Gregory Alan Isakov
  - Front Porch - Joy Williams
  - My Finest Work Yet - Andrew Bird
  - Rearrange My Heart - Che Apalache
- 2021[10]
  - All The Good Times - Gillian Welch & David Rawlings
  - Bonny Light Horseman - Bonny Light Horseman
  - Thanks for the Dance - Leonard Cohen
  - Song For Our Daughter - Laura Marling
  - Saturn Return - Secret Sisters
- 2022[11][12][13]
  - They're Calling Me Home - Rhiannon Giddens con Francesco Turrisi
  - One Night Lonely (Live) - Mary Chapin Carpenter
  - Long Violent History - Tyler Childers
  - Wednesday (Extended Version) - Madison Cunningham
  - Blue Heron Suite - Sarah Jarosz
- 2023[14]
  - Revealer - Madison Cunningham
  - Spellbound - Judy Collins
  - The Light at the End of the Line - Janis Ian
  - Age of Apathy - Aoife O'Donovan
  - Hell on Church Street - The Punch Brothers
- 2024[15][16]
  - Joni Mitchell at Newport – Joni Mitchell
  - Traveling Wildfire – Dom Flemons
  - I Only See the Moon – The Milk Carton Kids
  - Celebrants – Nickel Creek
  - Jubilee – Old Crow Medicine Show
  - Seven Psalms – Paul Simon
  - Folkocracy – Rufus Wainwright

- 2025[17]
  - Woodland – Gillian Welch & David Rawlings
  - American Patchwork Quartet – American Patchwork Quartet
  - Weird Faith – Madi Diaz
  - Bright Future – Adrianne Lenker
  - All My Friends – Aoife O'Donovan